# Anisodontea anomala
Anisodontea anomala är en malvaväxtart som först beskrevs av Heinrich Friedrich Link och Otto, och fick sitt nu gällande namn av D. M. Bates. Anisodontea anomala ingår i släktet rumsmalvor, och familjen malvaväxter. Inga underarter finns listade i Catalogue of Life.